# غلاديس فاندربيلت سيشيني
غلاديس مور فاندربيلت ، كونتيسة سيشيني (مواليد 27 أغسطس 1886 - 29 يناير 1965) وريثة أمريكية من عائلة فاندربيلت الأمريكية البارزة ، وزوجة الكونت المجري لازلو سيشيني.